# بار هاربر، مین
بار هاربور (به انگلیسی: Bar Harbor) شهری در ایالت مین (Maine) در ایالات متحده آمریکا است که در جنوب مین قرار دارد، و در امتداد ساحل شمال شرقی مونت دسرت ایلند (Mount Desert Island) است.

## تاریخ
در اصل، بومیان آمریکایی واباناکی (Wabanaki Indians) در بار هاربور زندگی میکردند. سامیول ده شامپلین (Samuel de Champlain)، یک جستجوگر فرانسوی، در سال ۱۶۰۴ وقتی که کشتی اش به یک صخره ای در ساحل خورد، بار هاربور را کشف کرد. بعد از آن، اروپایی ها در سال ۱۷۶۳ در این شهر ساکن شدند.

## آب و هوا و جمعیت
بار هاربور فصل های مجزا دارد؛ تابستان های گرم و زمستان های سرد دارد. جمعیت بار هاربور در سال ۲۰۱۰، ۵۲۳۵ نفر بود، و ۲۴۲۷ خانواده در آنجا اسکان داشتند.

## جهانگردی

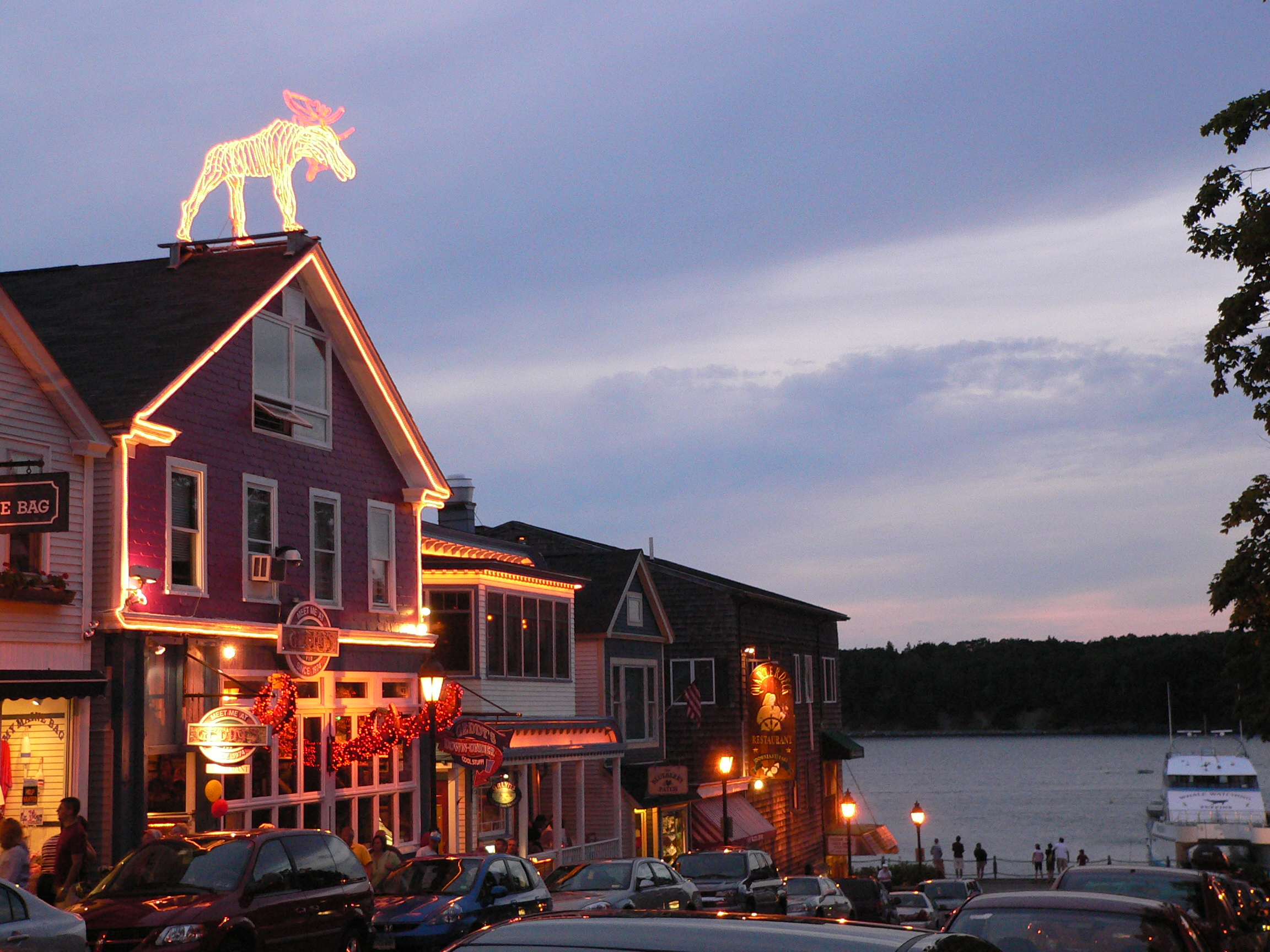
شهر بار هاربور در سال 2008

بار هاربور یک جای خیلی محبوب برای گردشگران سراسر جهان است. آن دارای قسمت بزرگی از پارک ملی آکادیا (Acadia National Park) است. این قسمت شامل کوه کادیلاک (Cadillac Mountain)، بلندترین نقطه در ظرف ۴۰ کیلومتر از ساحل شرقی، است. مردم زیادی در تابستان و پاییز دوست دارند در بار هاربور فعالیت های زیادی در فضلی باز، مثل دوچرخه سواری، پرنده تماشا کردن، و کوه نوردی انجام بدهند. این شهر همچنین انواع زیاد حیوان های دریایی دارد، مثل نهنگ، لابستر، خوک دریا، و پرنده دریا. مردم میتوانند به گشت بروند و این حیوانات را ببینند.

## نگارخانه

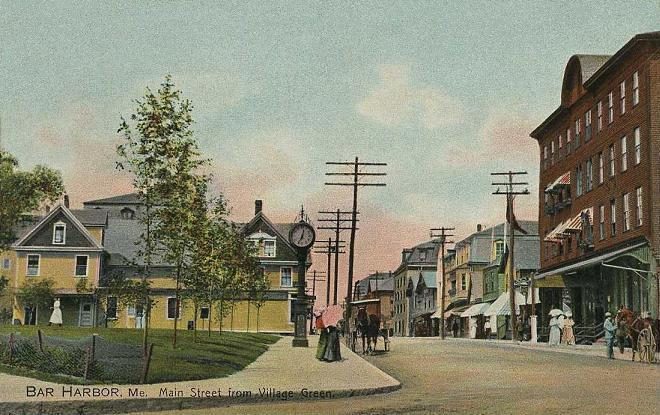
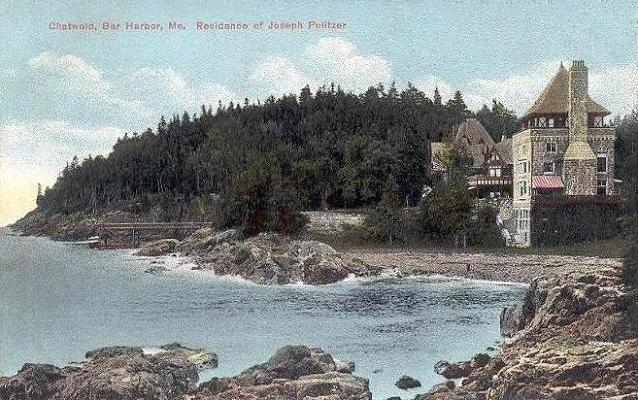
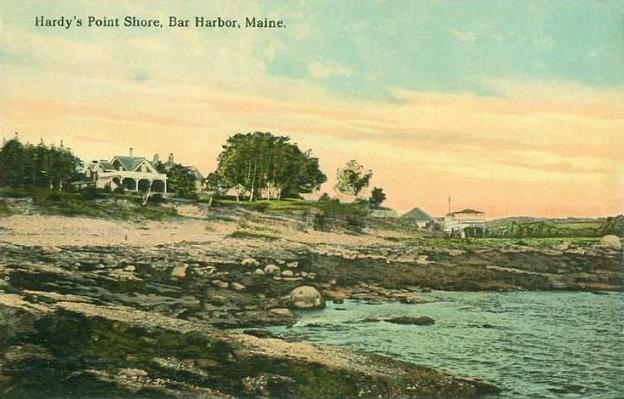
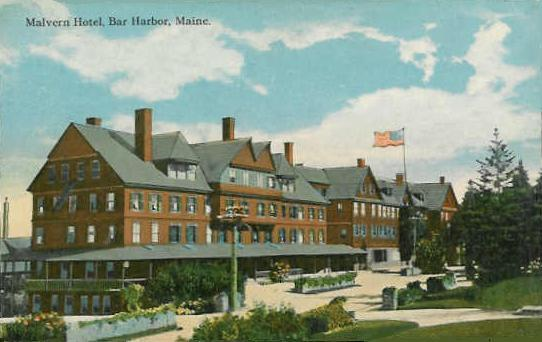
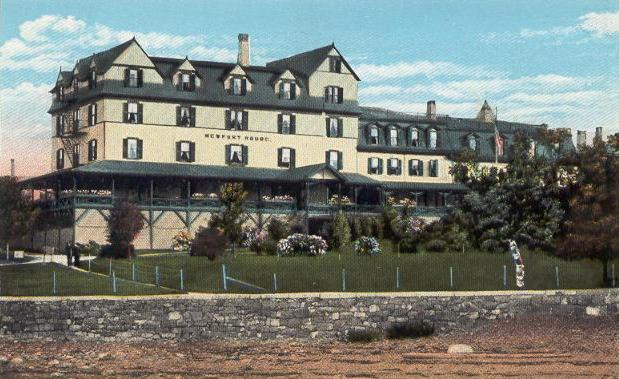
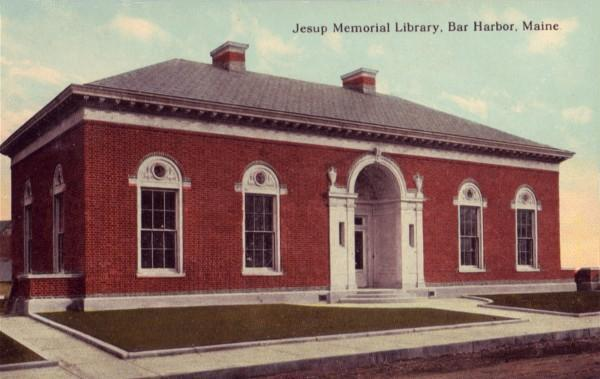
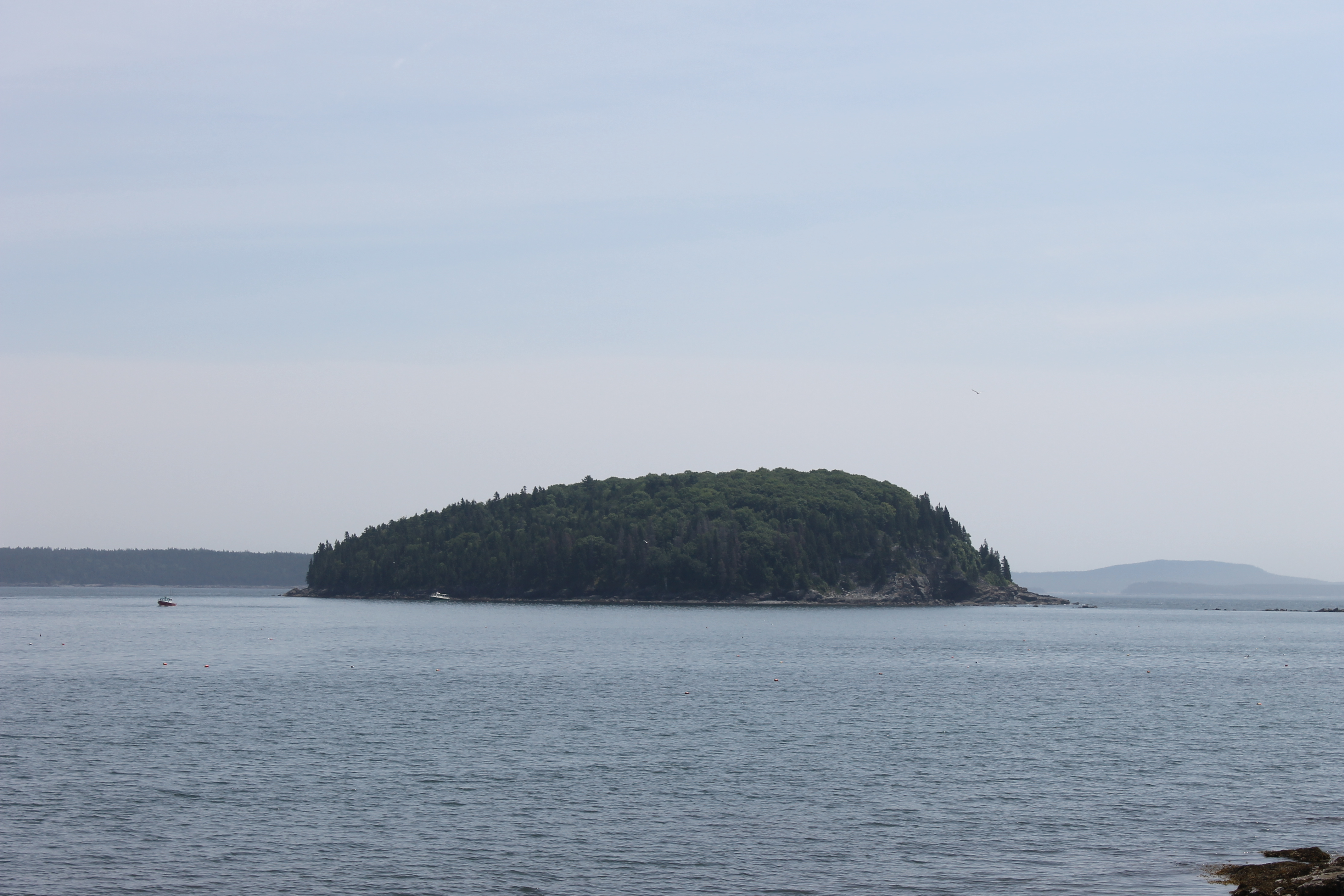
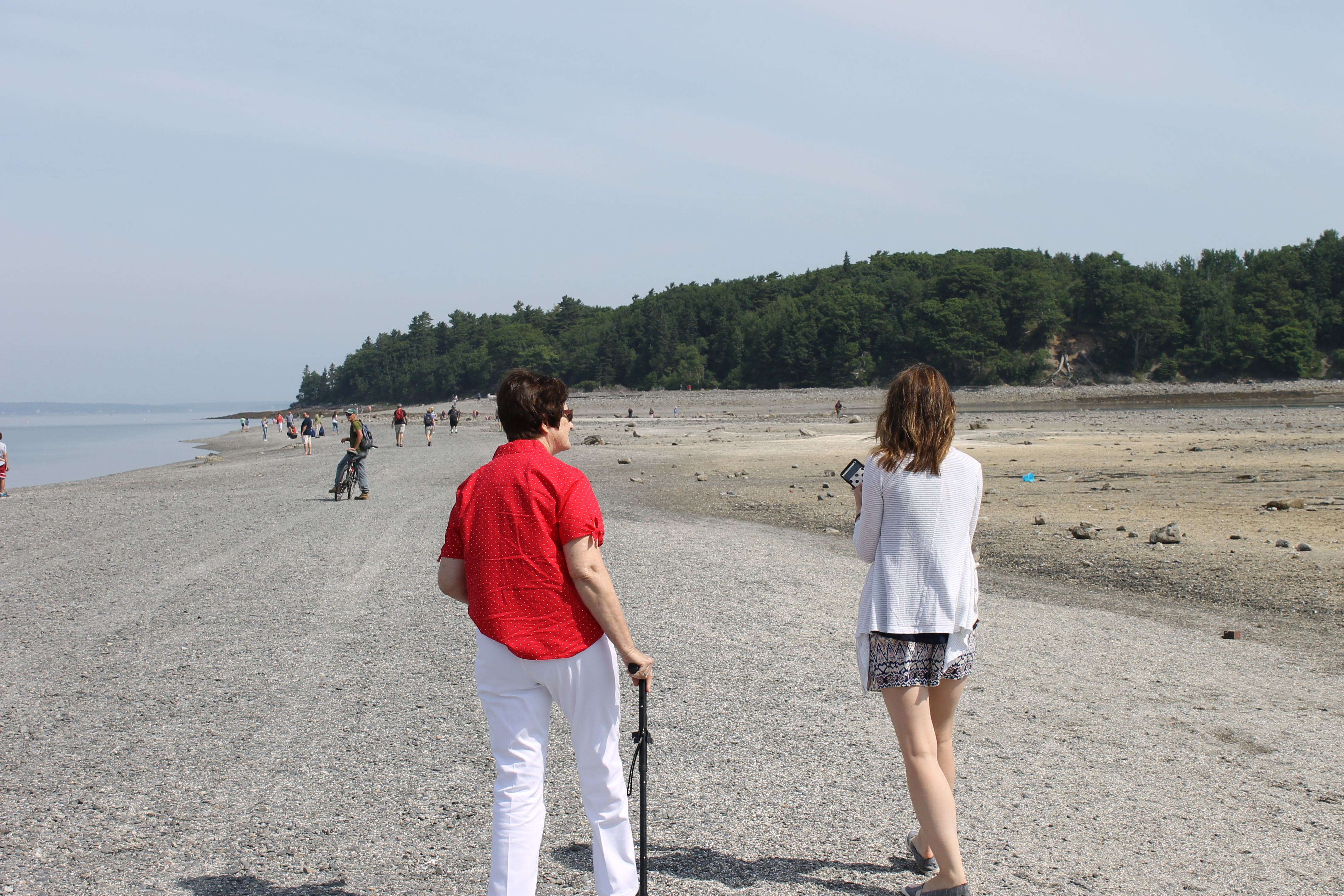
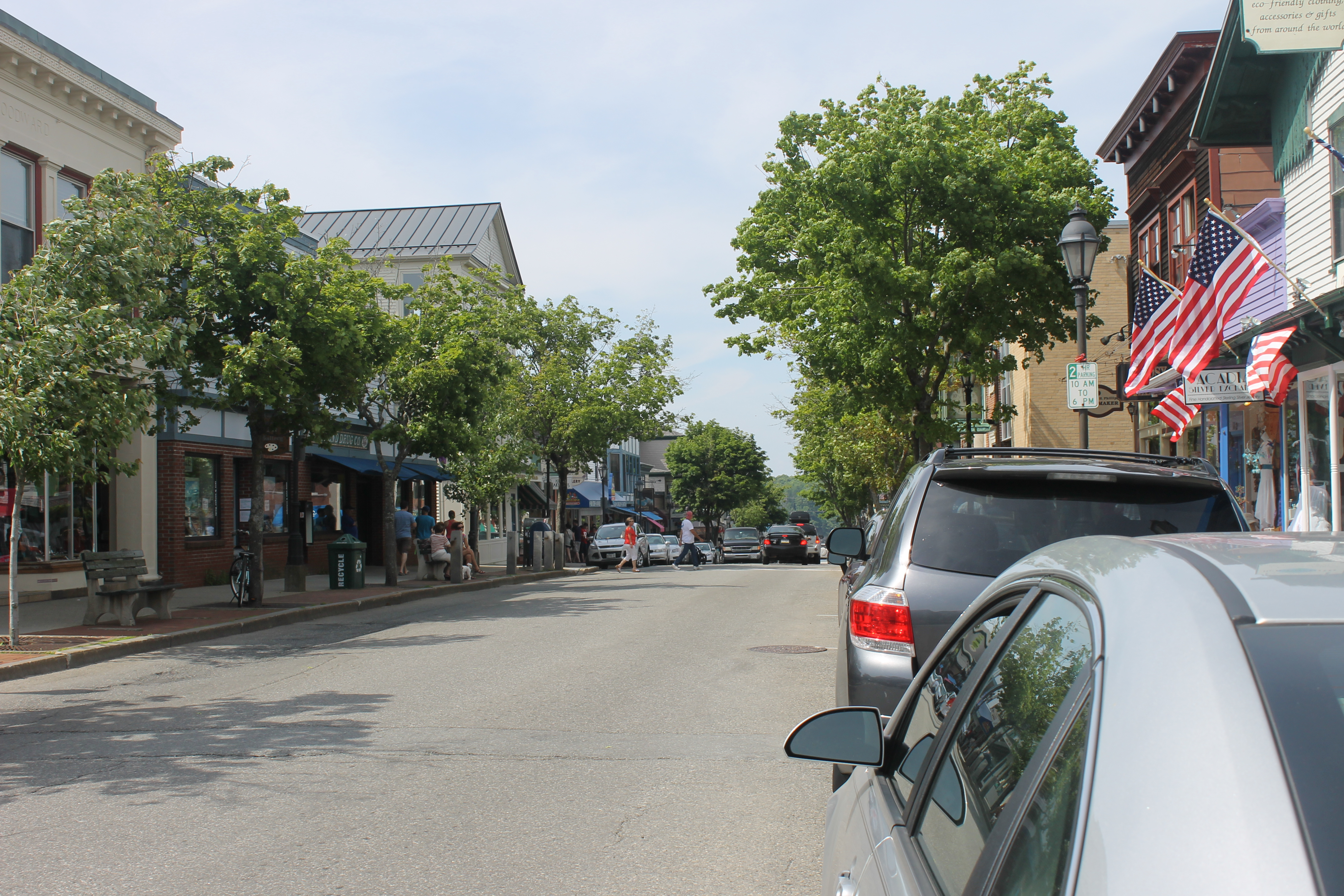
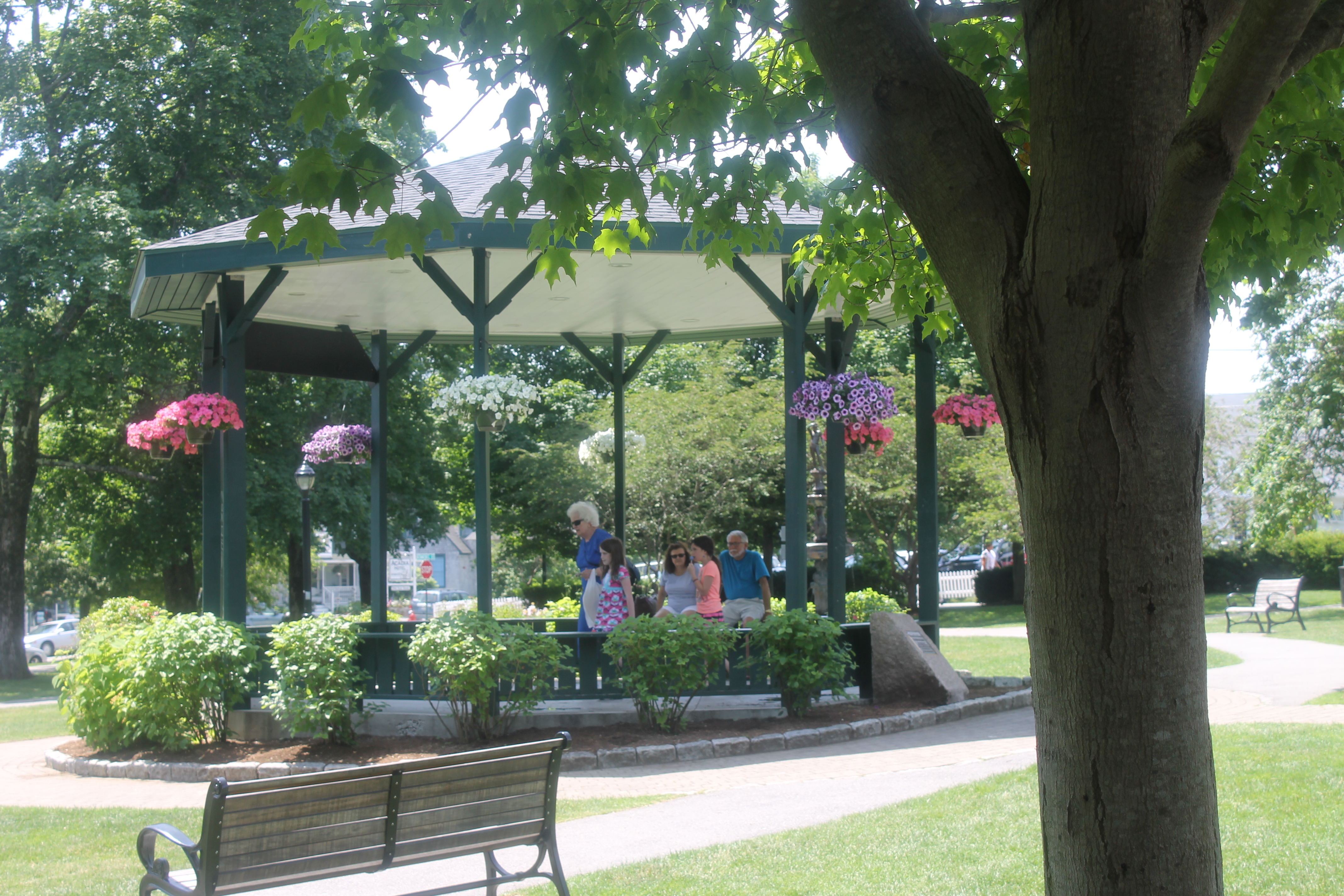